# Bestune E01

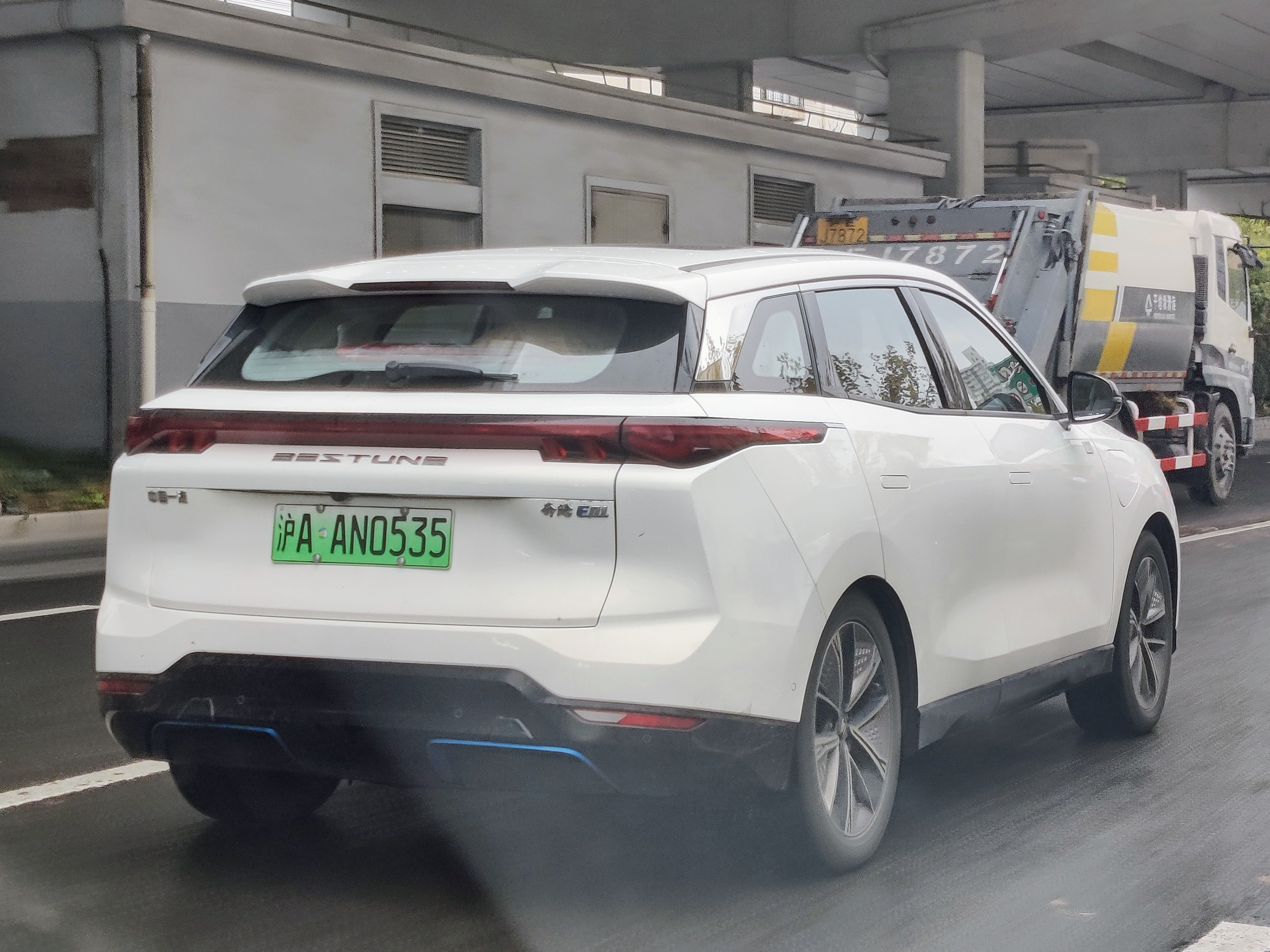
Вид сзади

Bestune E01 (кит. 奔騰E01) — выпускающийся с 2020 года компактный электромобиль-кроссовер китайского бренда Besturn концерна FAW.

## Описание
Bestune E01 впервые был представлен в сентябре 2020 года на Пекинском международном автосалоне. Он оснащён голографическим помощником (3D).
Его длина составляет 4639 мм, ширина — 1880 мм, высота — 1640 мм. Вместимость 5 человек.

## Технические характеристики
Ёмкость аккумулятора составляет 61,34 кВт⋅ч. Мощность электродвигателя составляет 190 л. с., запас хода 450 км по циклу NEDC, максимальная скорость 170 км/ч.
|                       | E01                       |
| --------------------- | ------------------------- |
| Годы производства     | с 09.2020                 |
| Тип двигателя         | Электродвигатель          |
| Мощность              | 140 кВт (190 л. с.)       |
| Крутящий момент       | 320 Н⋅м                   |
| Привод                | Передний                  |
| Максимальная скорость | 170 км/ч                  |
| Разгон до 100 км/ч    | 9 сек.                    |
| Масса                 | 1810 кг                   |
| Ёмкость аккумулятора  | Литий-ионный: 61,34 кВт⋅ч |
| Запас хода            | 450 км                    |